# Michael Chrolenko
Michael Chrolenko (Trondheim, 19 juli 1988) is een Noorse kunstschaatser.
Chrolenko is actief als individuele kunstschaatser en wordt gecoacht door zijn vader Marek Chrolenko. 
| records             | punten | datum      | toernooi            |
| ------------------- | ------ | ---------- | ------------------- |
| Hoogste totaalscore | 111.57 | 15-10-2005 | JGP Baltic Cup 2005 |
| Hoogste korte kür   | 44.22  | 20-01-2006 | EK 2006             |
| Hoogste lange kür   | 73.94  | 15-10-2005 | JGP Baltic Cup 2005 |

## Belangrijke resultaten
| Kampioenschap           | 2003 | 2004 | 2005 | 2006 | 2007 | 2008 |
| ----------------------- | ---- | ---- | ---- | ---- | ---- | ---- |
| Wereldkampioenschap     |      |      |      |      |      | 26e  |
| Europees Kampioenschap  |      |      |      | 27e  | 26e  |      |
| WK Junioren             | 31e  | 32e  | 23e  | 25e  | 23e  | 28e  |
| Nationaal Kampioenschap |      |      |      | Goud | Goud |      |
| NK Junioren             | Goud | Goud | Goud |      |      |      |